# Dreaming Rosario
Dreaming Rosario es el decimonoveno álbum del músico argentino Fito Páez, aparecido en 2013. Fue lanzado a beneficio de los damnificados de la trágica explosión de un edificio de su ciudad natal, en el que perdieron la vida 22 personas y 66 resultaron heridas. El álbum sólo puede descargarse por iTunes, y todas las regalías serán donadas durante dos años a través de Red Solidaria y Mundo Invisible.
Dreaming Rosario es un material que Páez lanzó como complemento de su producción anterior, El sacrificio, ya que mientras aquel era un álbum que recogía canciones inéditas de sonido y temática oscuros, este recoge canciones inéditas de sonido y temática más cálidos y románticos. La canción La vida sin Luis es un homenaje a Luis Alberto Spinetta.

## Lista de canciones
Todos los temas escritos por Fito Páez.
1. Será
2. Mirá quién vino
3. El niño alado, la sirena y el marinero
4. Telarañas Cabaret
5. Marietta
6. La vida sin Luis
7. Ennio en mí
8. Amor es locura
9. Las aguas del mar
10. Dreaming Rosario